# Fable III
Fable III és un videojoc de rol d'acció desenvolupat per Lionhead Studios i publicat per Microsoft Game Studios. Es tracta d'una semi-directa seqüela de Fable II. És el tercer joc de la sèrie Fable. El seu llançament va ocórrer el 26 d'octubre de 2010 en exclusiva per a Microsoft Xbox 360 i Microsoft Windows.